# Byssus

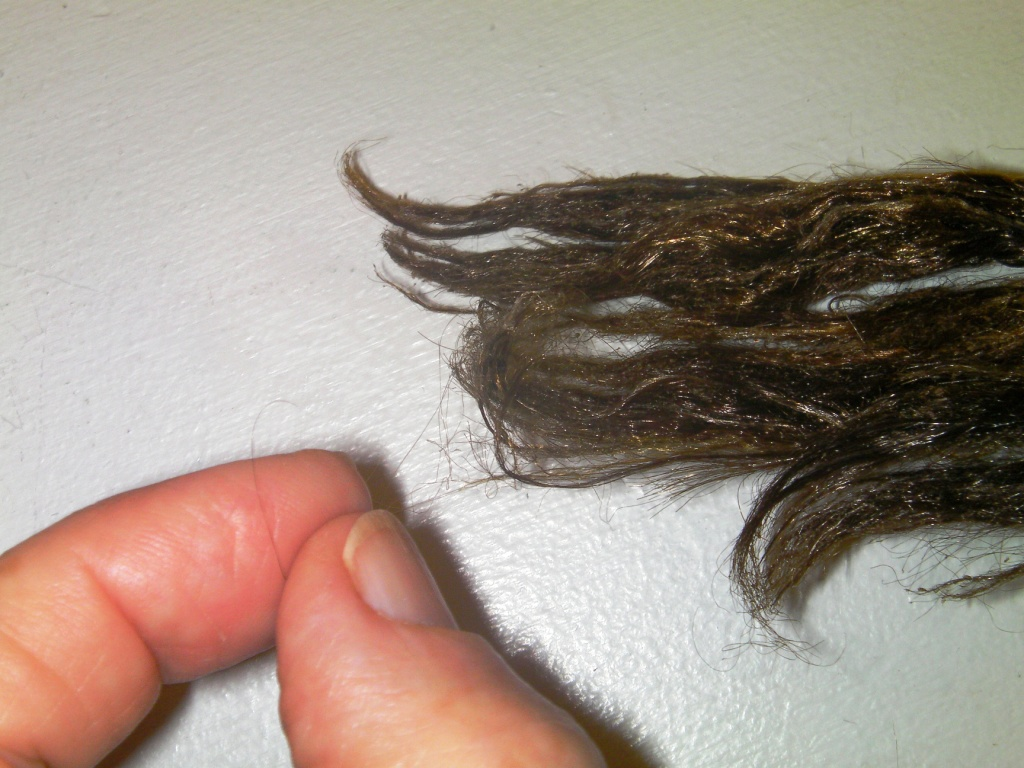
Bysusdraden.

Byssus of byssusdraden bestaan uit een bundel vezels van een kleverig hoornachtig organisch materiaal (een collageen), die wordt afgescheiden door de voet van bepaalde tweekleppigen. Byssusdraden harden uit in zeewater, de dieren hechten zich met de draden vast aan het substraat of in de grond. Ze worden ook wel ankerdraden genoemd. De draden zijn zeer taai waardoor het weekdier moeilijk is los te maken.
Van byssusdraden wordt een soort zijde gemaakt, die eenmaal verwerkt erg taai en slijtvast is. Deze zogenaamde mosselzijde wordt voornamelijk geproduceerd in de Italiaanse stad Tarente.